# Carel Fabritius
Carel Fabritius (døbt 27. februar 1622, død 12. oktober 1654) var en hollandsk kunstmaler og en af Rembrandts mest talentfulde elever. Muligvis var han desuden selv læremester for Johannes Vermeer. 

## Biografi
Carel Fabritius var ældste søn af Pieter Carelszon Fabritius og Barbertje Barentsdr van der Maes. Hans far var skolelærer og moderen jordmoder. De boede i det kun ti år gamle Beemster-kog. I dåbsregistrene fra den reformerte kirke i Beemster står: "Anno 1622, den 27. februar Pieter Carelsz Sohn Carel. Pate Jan Carelsz." Han fik yderligere ti søskende: To brødre, Barent (aktiv i Amsterdam) og  Johannes (aktiv i Hoorn), blev ligeledes kunstmalere. Om Carels ungdom er kun lidt kendt. Måske begyndte han som tømrer, fordi han i adskillige optegnelser fra den reformerte kirke skrives som "Carel Pietersen Timmermann." "Timmermann" = "tømrer". Men mange nutidige forskere mener, at det er et familienavn og ikke en stillingsbetegnelse, og ingen anden uddannelse eller erhverv kan bevises i disse tidlige år. Mest sandsynligt kom Carel tidligt i kunstmalerlærer hos sin far. 
Som 19-årig giftede Carel sig den 1. september 1641 med en velhavende nabo, præstens søster. Det er første gang navnet "Fabritius" fremgår af officielle optegnelser. Fabritius kan  være afledt af latinske "Faber", som betyder "smed, tømrer, håndværker". Den 22. september 1641 kort efter brylluppet flyttede parret til Amsterdam. 
Samme år ansøgte han sandsynligvis Rembrandt om at blive hans elev. En optegnelse fra maleren og digteren Samuel van Hoogstraten omtaler i 1678 Carel som sin klassekammerat. Antagelsen underbygges af, at flere af Carels tidligere værker ligner værker fra Rembrandts værksted. Men som 19-årig var han for gammel til en egentlig elevplads, så han har sandsynligvis indgået i Rembrandts værksted som medarbejder. Det krævede, at han allerede havde opnået en vis kunnen. 
Amsterdam skulle ikke give Carel mange glade minder. I 1642 døde et af hans børn kort efter fødslen, og et år senere døde hans kone under fødslen af parrets tredje barn, Catriona, og snart efter vendte Carel tilbage til Beemster med den eneste levende datter, Aeltje – formentlig tvillingsøster til det døde barn i 1642. Men med den korte afstand til Amsterdam kan det ikke udelukkes, at Carel fortsatte med at samarbejde med Rembrandts værksted også i de næste år. Efter sin kones død kom Carel i alvorlig pengenød, og han fik gæld, som forfulgte ham til hans død. 

## Delft
I 1650 giftede han sig for anden gang, nu med Agatha van Pruyssen, som boede i Amsterdam, men stammede fra Delft, hvortil parret flyttede kort efter. Kun to år efter blev han registreret som medlem af Sankt Lukasgildet i Delft, hvilket er noget udsædvanligt, da det af vedtægterne fremgår, at ansøgeren skal kunne dokumentere et længere lærlingeforløb og salg af malerier. Det er ligeledes uklart, hvordan han tjente til livets ophold. Fra tiden i Delft er der kun overlevet få malerier, men det er med de sene malerier  han opnåede sin berømmelse. 
På højden af sin karriere omkom den 32-årige Carel pludselig den 12. oktober 1654 under tordenskraldet i Delft: et antændt krudtlager. Han var da netop i gang med at arbejde sammen med en elev og degnen fra den gamle kirke i Delft. Ved eksplosionsbranden forsvandt også  malerierne i hans atelier. Det er derfor, så få af hans malerier er bevaret.

## Stil
Fabritius havde et betydeligt kunstnerisk talent, omend til dels – grundet hans tidlige død – uforløst. Hans tidlige værker var stærkt inspireret af Rembrandt, og flere af dem har tidligere  været tilskrevet Rembrandt. Alligevel var Fabritius en af de få malere fra Rembrandts kreds, der formåede at bryde med Rembrandt og udvikle sin egen stil. Han skiftede efterhånden Rembrandts mørke baggrundsfarver ud med lyse og mere venlige farver og eksperimenterede en del med farver og perspektiv. Carel Fabritius' senere værker viser en bemærkelsesværdig, pioneragtig kreativitet, og har næsten ingen lighed med hans tidligere værker. Hvorfor og hvad der drev Fabritius til en så hurtig udvikling vides ikke. Antagelig har selve miljøet i Delft haft noget med det at gøre. Delft tiltrak og inspirerede ligeledes en række andre malere i samtiden: Gerard ter Borch, Jan Steen og Paulus Potter.

## Værker
- 1640 Abraham de Potter, olie på lærred, 68.5 x 57 cm, Rijksmuseum Amsterdam
- ca. 1640 Halshugningen af Johannes Døberen, olie på lærred, 149 x 121 cm, Rijksmuseum Amsterdam
- 1643 Lazarus opvækkelse fra de døde, olie på lærred, Nationalmuseet, Warszawa, Polen
- 1643/45 Hagar og englen, olie på lærred, 157.5 x 136 cm,   Residenzgalerie Salzburg, Østrig
- c. 1644 Portræt af siddende kvinde med tørklæde, Art Gallery of Ontario, Toronto, Canada
- 1645 – 47 Merkur og Mercury and Aglauros olie på lærred, 72.4 x 91.1 cm, Museum of Fine Arts Boston, USA
- 1646 Portræt af den gammel mand, olie på træ,  Louvre, Paris, Frankrig
- 1646 – 1651 Pige med kost, olie på lærred, 107.3 x 91.4 cm, underskrevet som Rembrandt,  National Gallery of Art Washington D.C, USA
- 1650 Selvportræt, olie på træ, 65 x 49 cm, Museum Boijmans Van Beuningen Rotterdam, Holland
- 1652 Udsigt over Delft, olie på lærred on panel, 15.4 x 31.6 cm, National Gallery, London
- 1654 Stillits, oil on panel, Mauritshuis, Haag, Holland
- 1654 Vagten, olie på lærred, 68 x 58 cm, Staatliches Museum Schwerin Schwerin, Tyskland
- 1654 Ung mand med pelshue, olie på lærred, 70.5 x 61.5 cm, National Gallery, London (antagelig selvportræt)

- Lazarus opvækkelse fra de døde (1643)
- Hagar og englen (1643/4)
- Stillits (1654)
- Portvagten (1654)